# Elecciones estatales extraordinarias de Yucatán de 2012
Las elecciones estatales extraordinarias de Yucatán de 2012 se llevaron a cabo el domingo 25 de noviembre de 2012, y en ellas fueron elegidos los siguientes cargos de elección popular:
- Primer ayuntamiento del Municipio de Mama. Compuesto por un Presidente Municipal y el cabildo integrado por cuatro regidores, tres electos por mayoría relativa y uno por el principio de representación proporcional; todos los cargos electos para un periodo extraordinario de solo dos años, no reelegibles para el periodo inmediato.

El 1 de julio de 2012, se llevaron a cabo las elecciones estatales de Yucatán, pero, en el municipio de Mama, se repitió la elección municipal debido a que se empató con un resultado de 927 del Partido Revolucionario Institucional y 927 del Partido Acción Nacional, lo que dio origen a nuevos comicios.

## Resultados electorales

### Ayuntamiento de Mama
| Partido/Alianza | Partido/Alianza | Candidato | Candidato                         | Votos |  |
| --- | --- | --------- | --------------------------------- | ----- |  |
| | Partido Revolucionario Institucional Partido Verde Ecologista de México Nueva Alianza Partido Socialdemócrata de Yucatán |           | Amado Concepción Hau Chablé Hecho | 1,003 |  |
| | Partido Acción Nacional                                                                                                  |           | Manuel Jesús Hernández Castro     | 927   |  |
| | Nulos | Nulos     | Nulos                             | ?     |  |
| Total | Total | Total     | Total                             | ?     |  |
| Fuente: Programa de Resultados Electorales Preliminares del Instituto de Procedimientos Electorales y Participación Ciudadana con el 100.00% de los votos computados. | |           |                                   |       |  |